# Felix Huspek
Felix Huspek (* 13. November 1992 in Schlüßlberg) ist ein österreichischer Fußballspieler.

## Karriere
Huspek begann seine Karriere beim SV Grieskirchen. 2004 wechselte er zum SV Wallern. 2007 ging er in die AKA Ried. 2009 spielte er erstmals für die Landesligamannschaft. 2012 kehrte er nach Wallern an der Trattnach zurück. 2013 wechselte er zum SV Austria Salzburg, mit dem er 2015 den Aufstieg in den Profifußball feierte. Sein Profidebüt gab er am ersten Spieltag der Saison 2015/16 gegen den SKN St. Pölten.
Nach dem Abstieg Salzburgs in die Regionalliga wechselte er im Sommer 2016 zum Zweitligisten FC Blau-Weiß Linz.
Zur Saison 2018/19 kehrte er zum viertklassigen SV Wallern zurück.

## Persönliches
Seine Brüder Philipp (* 1991) und Moritz (* 2002) sind ebenfalls Fußballspieler.
Sein Vater Albert (* 1964) war bis etwa 2005 als Spieler auf Amateurebene im Einsatz und wechselte danach ins Traineramt bzw. in die Rolle eines sportlichen Leiters.
Sein Onkel Roland (* 1971) spielte einst in der Bundesliga und ließ seine Karriere später ebenfalls im Amateurfußball ausklingen, wo er zuletzt 2010 beim SV Wallern spielte. Dort war mitunter auch als Trainer und sportlicher Leiter tätig.